# チャックとラリー おかしな偽装結婚!?
『チャックとラリー おかしな偽装結婚!?』（チャックとラリー おかしなぎそうけっこん、原題：I Now Pronounce You Chuck and Larry）は、2007年のアメリカ合衆国のコメディ映画。日本劇場未公開。

## 概要
親友同士の消防士が家族へ残す年金問題のために偽装結婚をしたことから騒動が起こるコメディ。
北米で初登場1位となり、公開4週目で1億ドルを超えた。ゴールデンラズベリー賞では最低作品賞を含む7部門にノミネートされた。

## キャスト
※括弧内は日本語吹替
- チャック・ルヴィーン - アダム・サンドラー（山寺宏一）
- ラリー・ヴァレンタイン - ケヴィン・ジェームズ（玄田哲章）
- アレックス・マクドノー - ジェシカ・ビール（本田貴子）
- クリント・フィッツァー - スティーヴ・ブシェミ（青山穣）
- フィニアス・J・タッカー署長 - ダン・エイクロイド（江原正士）
- フレッド・G・ダンカン - ヴィング・レイムス（島香裕）
- ケヴィン・マクドノー - ニック・スウォードソン（ふくまつ進紗）
- レナルド・ピネラ - ニコラス・タートゥーロ
- ロン（郵便配達人） - ロバート・スミゲル（後藤哲夫）
- ダニエル・バンクス議長 - リチャード・チェンバレン（有本欽隆）
- ベミー - ブラッド・グランバーグ（神谷和夫）
- アジア系の司祭 - ロブ・シュナイダー（クレジットなし）
- 女装している人 - デヴィッド・スペード（クレジットなし）（神谷和夫）